# Friedrich Konrad Pemmann
Friedrich Konrad Pemmann (* 2. März 1939; † 4. November 2005) war ein deutscher Theaterregisseur.

## Leben
1977 bis 2000 war Friedrich Konrad Pemmann an der renommierten Bühne des Theaters Altenburg-Gera als Theaterregisseur tätig. Vorher war Pemmann Operndirektor und stellvertretender Intendant. Pemmann wurde bekannt mit seinen Inszenierungen vor allem von Opern und Operetten, beispielsweise die „Die Hochzeit des Figaro“ von Mozart, Puccinis „La Bohème“ oder Verdis „Othello“.